# Денний сеанс (фільм)
«Денний сеанс» (англ. Matinee) — американська комедія 1993 року режисера Джо Данте за сценарієм Джеріко Стоуна і Чарльза С. Хааса. Фільм розповідає про незалежного американського режисера фільмів жахів Лоуренса Вулсі під час Карибської кризи. Образ Вулсі натхненний режисером Вільямом Каслом.

## Акторський склад
| Актор            | Роль                         |
| ---------------- | ---------------------------- |
| Джон Гудмен      | Лоуренс Вулсі                |
| Кеті Моріарті    | Рут Кордей                   |
| Саймон Фентон    | Джин Луміс                   |
| Джессі Лі Соффер | Денніс Луміс                 |
| Омрі Кац         | Стен                         |
| Келлі Мартін     | Шеррі                        |
| Ліза Джейкаб     | Сандра                       |
| Люсінда Дженні   | Енн Луміс                    |
| Роберт Пікардо   | Говард                       |
| Дік Міллер       | Герб Деннінг                 |
| Джон Сейлз       | Боб                          |
| Наомі Воттс      | дівчина з візком для покупок |
| Корі Барлоґ      | друг Стена                   |
| Кевін Маккарті   | генерал Анкрум               |

## Сюжет
У жовтні 1962 року в Кі-Весті, штат Флорида, Джин Луміс і його молодший брат Денніс живуть на військовій базі з матір'ю Енн, поки їхній батько перебуває на підводному човні ВМС США. Одного дня в місцевому кінотеатрі Джин і Денніс бачать рекламу ексклюзивного показу нового сенсаційного фільму жахів продюсера Лоуренса Вулсі під назвою «Мант!» (англ. Mant!). Після повернення хлопчиків додому сім'я Лумісів спостерігає за промовою президента Кеннеді, що підтверджує наявність радянських ракет на Кубі. Тим часом, прибувши до Флориди зі своєю дівчиною-акторкою Рут Кордей, Вулсі бажає використати атмосферу страху, створену тривлою кризою, для проведення прем'єри фільму «Мант!».
Вулсі взяв із собою двох акторів, Герба Деннінга, колишнього найманого головоріза, та Боба, жертву голлівудського чорного списку, який тепер знімається в дешевих незалежних фільмах категорії «Б», щоб вони зобразили обурених громадян, які протестують проти театральної прем'єри «Манту!». Однак місцеве подружжя Джек і Ронда виступають за проведення прем'єри, посилаючись на Першу поправку. Пізніше, вдома, читаючи випуск журналу «Famous Monsters of Filmland», Джин впізнає Герба, який знімався у попередньому фільмі Вулсі «Мозкові п'явки».
У школі Джин поступово подружився з одним зі своїх однокласників, Стеном. Він також закохується в доньку Джека і Ронди Сандру після того, як вона протестує проти марності навчань «пригнися і сховайся», наполягаючи на тому, що миттєва смерть від наслідків вибуху ядерної бомби є кращою за смерть від променевої хвороби, спричиненого радіоактивними опадами. Стен закоханий в іншу школярку, Шеррі. Однак жорстокий малолітній злочинець (і поет-початківець) Гарві Старквезер, її колишній хлопець, погрожує Стену, і той зі страху бреше їй, скасовуючи їхнє перше побачення.
Вулсі продовжує просування «Манту!», наймаючи Гарві, щоб той переодягнувся в мутовану напівлюдину-напівант з фільму. Він також встановлює великі колонки з сабвуфером як першу фазу нового кіноприйому, який він називає «Rumble-Rama». Менеджер кінотеатру, Говард, попереджає про можливий вплив «Rumble-Rama» на старий і крихкий балконний майданчик, розрахований максимум на 100 осіб. На суботньому ранку Шеррі стикається зі Стеном, який прийшов на прем'єрний показ разом із Джином і Деннісом. Спочатку вона засмучена тим, що він обдурив її, але пізніше примиряється з ним, коли Джин заступається за пару. Сандра приходить на прем'єру з батьками, але залишає їх, щоб подивитися фільм із Джином. Коли Гарві (у костюмі монстра) бачить, як Шеррі і Стен цілуються під час фільму, він у люті нападає на Стена, потім б'є Вулсі, коли той намагається втрутитися. Стен бере дробовик із бомбосховища, розташованого в підвалі кінотеатру, і використовує його, щоб відлякати Гарві. Сандра і Джин опиняються замкненими в сховищі, коли двері випадково зачиняються і спрацьовує тимчасове блокування. Перебуваючи в пастці, вони втішають одне одного і зрештою вперше цілуються.
Вулсі допомагає врятувати пару з притулку, поки не закінчився запас кисню. Гарві знову з'являється і приставляє ніж до горла Рут, вимагаючи у Вулсі касові чеки за прем'єру фільму. Вкравши гроші, він викрадає Шеррі та тікає. Говард негайно викликає поліцію, і Гарві швидко заарештовують, розбивши «Кадилак» Вулсі біля кінотеатру. Шеррі та Стен возз'єднуються після цього. Вулсі також розуміє, що Гарві запустив механізм «Рамбл-рами» так високо, що переповнений балкон кінотеатру починає валитися від сильних звукових вібрацій. За допомогою Джина Вулсі проєктує кадри з ядерним грибом, яка пробиває дірку в екрані та зовнішній стіні театру, швидко евакуюючи запанікованих глядачів у безпечне місце.
Після закінчення Карибської кризи Рут і Вулсі їдуть на чергову прем'єру до Клівленда, прощаючись із Сандрою та Джином. Розчулений Вулсі сказав Рут, що, можливо, хотів би мати двох дітей після того, як вони одружаться. Сандра і Джин дивляться, як вони від'їжджають на новому «Кадилаку» Вулсі. Над пляжами Кі-Весту пролітають гелікоптери ВМС, що означає, що батько Джина скоро повернеться додому.

## Виробництво
Джо Данте розповідав, що фінансування фільму було складним:
Денний сеанс вийшов завдяки щасливому випадку. Компанія, яка платила за нас, збанкрутувала. Компанія Universal, яка була дистриб'ютором та вклала трохи грошей, і ми пішли до них і благали викупити весь фільм, і, на їхню вічну скорботу, вони це зробили. [Сміється]
Зйомки розпочалися 13 квітня 1992 року і проходили в штаті Флорида та його околицях, включаючи міста Какао, Мейтленд і Кі-Вест. Інтер'єри школи та кінотеатру були зняті на знімальному майданчику Universal Studios Florida в Орландо. Вуличні сцени знімали в Окснарді, Каліфорнія. Виробництво було завершено 19 червня 1992 року.

### Музика
Оригінальна музика до фільму була написана Джеррі Голдсмітом. Також було використано декілька композицій із попередніх жанрових фільмів, які аранжував і диригував Дік Джейкобс. Серед них «Main Title» з фільму «Син Дракули» (1943); «Visitors» з фільму «Прибулець із космосу» (1953); «Main Title» з «Тарантулу» (1955); «Winged Death» із «Смертельного богомола» (1957); дві композиції з «Цей острів Земля» (1955); і три із трилогії «Істота з Чорної лагуни» (1954-56).

### Фільм у фільмі
Малобюджетний фільм Вулсі «Мант!» є пародійною трансформацією кількох малобюджетних науково-фантастичних фільмів жахів 1950-х років (багато з них чорно-білі), які зазвичай поєднували божевільні наукові експерименти, радіоактивність та мутацію. Серед цих фільмів — «Вони!» (1954), «Тарантул» (1955), «Смертельний богомол» (1957); «Початок кінця» (1958), «Муха» (1958) та інші. Вигаданий кіноприйом Rumble-Rama є римою на численні трюки Вільяма Касла в кінотеатрах («Emergo», «Percepto», «Illusion-O», «Shock Sections»). Rumble-Rama також є натяком на Sensurround, звуковий процес Universal 1970-х років.

## Випуск
Прем'єра відбулася 29 січня 1993 року в 1143 кінотеатрах. Фільм посів 6 місце в бокс-офісі, зібравши 3 601 015 доларів у перший вікенд прокату. Загалом фільм зібрав $9,532,895 у кінотеатральному прокаті.